# My ostatní
My ostatní (v anglickém originále Other People) je americký hraný film z roku 2016, který režíroval Chris Kelly podle vlastního scénáře. Film s částečně autobiografickými prvky zachycuje vztahy v rodině během jednoho roku, kdy je matka postižena rakovinou. Snímek měl světovou premiéru na filmovém festivalu Sundance 21. září 2016.

## Děj
David žije již 10 let v New Yorku, kde pracuje jako scenárista televizních pořadů. Z domova odešel v devatenácti poté, co jeho rodiče a především otec se obtížně srovnávali s jeho homosexualitou. Jeho matka trpí rakovinou a odmítá již chemoterapii. David se proto vrací zpět domů do Sacramenta, aby zde spolu s otcem a sestrou pečovali o nemocnou matku. Jeho vlastní život se také nevyvíjí v poslední době dobře – jeho scénáře nejsou úspěšné, rozešel se s partnerem Paulem a musí se vystěhovat z bytu. Proto se zpátky nevrací a svůj pobyt v Sacramentu prodlužuje. Rovněž se snaží urovnat svůj vztah s otcem a před matkou utajit, že se mu nedaří v osobním životě dobře.

## Obsazení
| Jesse Plemons    | David Mulcahey     |
| Molly Shannon    | Joanne Mulcahey    |
| Bradley Whitford | Norman Mulcahey    |
| Maude Apatow     | Alexandra Mulcahey |
| John Early       | Gabe               |
| Zach Woods       | Paul               |
| Madisen Beaty    | Rebeccah Mulcahey  |
| J.J. Totah       | Justin             |
| June Squibb      | Ruth-Anne          |
| Paul Dooley      | Ronnie             |
| Matt Walsh       | Steve              |